# NGC 3860
NGC 3860是一个位于狮子座的螺旋星系，距离地球3.4亿光年，1785年4月27日由威廉·赫歇爾发现，属于獅子座星系團。